# Metslawier

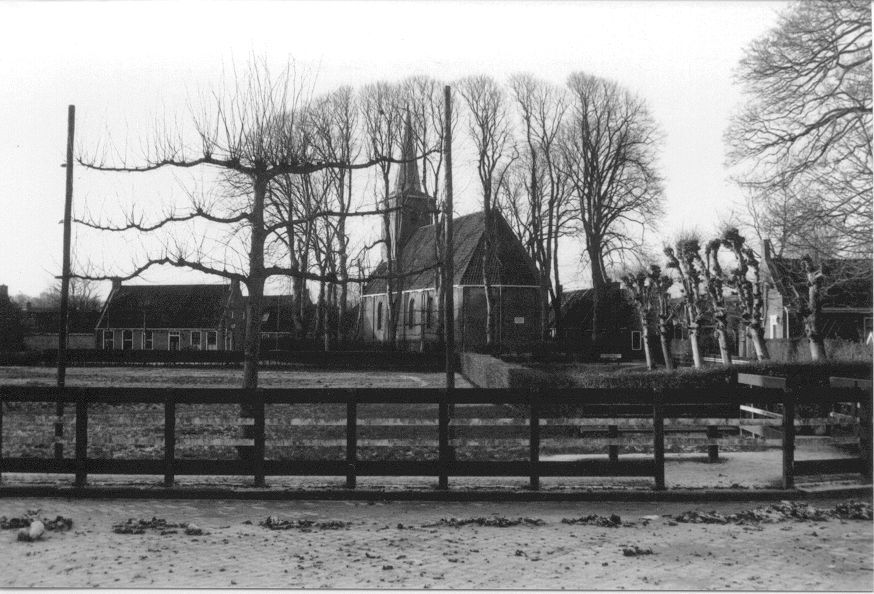
Metslawier (2000)

Metslawier (en frison : Mitselwier) est un village de la commune néerlandaise de Noardeast-Fryslân, situé dans la province de Frise.

## Géographie
Le village est situé dans le nord de la Frise, à 6 km au nord-est de Dokkum.

## Histoire
Metslawier est le chef-lieu de la commune d'Oostdongeradeel avant 1984 puis fait partie de la commune de Dongeradeel avant le 1er janvier 2019, où celle-ci est supprimée et fusionnée avec Ferwerderadiel et Kollumerland en Nieuwkruisland pour former la nouvelle commune de Noardeast-Fryslân.

## Démographie
Le 1er janvier 2018, le village comptait 910 habitants.

## Lieux et monuments
Renouveau villageois : beaucoup a été fait à Metslawier pour garder le village dans son ancien état. La renaissance du village au début des années 1970 a attiré l'attention de l'extérieur de la Frise. Elle est principalement due à la rénovation de la « Tsjerkebuorren », un ensemble de petites rues pittoresques, groupées autour de l'église située sur le tertre, et constituées de maisons basses construites dans la deuxième moitié du XVIIIe siècle, alors à usage de logements, de petites boutiques et d'une école.

## Personnalités liées à Metslawier
- Balthazar Bekker, philosophe religieux (1634-1698)